# Козій Микола Тимофійович
Мико́ла Тимофі́йович Козі́й (19 червня 1941, Київ — 7 вересня 2020, Київ) — український актор дубляжу, диктор, теле-радіоведучий та журналіст. Його вважають одним із найкращих українських радіодикторів.

## Життєпис
Народився 19 червня 1941 року. 
Брав участь в озвучуванні низки популярних телесеріалів та програм, зокрема пізнавальних передач Українського радіо для шкільної молоді, так званого «Шкільного наукового радіотовариства», які виходили у 1980-і роки щобудня з 16:10 до 16:35.
Від середини 1990-х був одним із ведучих ранкової інформаційної програми НРКУ, що звучала у проміжку між 7:00 та 7:40.
Микола Козій брав участь у дублюванні та озвученні таких фільмів як «Король говорить», «Ноїв ковчег», телесеріалів «Альф», «Коломбо», мультсеріалів «Паровоз Томас і його друзі» та «Трансформери».
Озвучив велику кількість аудіокниг українською та російською мовами (частину з яких зроблено для УТОС), передачі французької телекомпанії FCI, програму «Дотик природи». Численні читачі УТОС завжди вважали Миколу Козія найкращим диктором аудіокниг. Вони нерідко брали в бібліотеках аудіокниги, керуючись у своєму виборі лише його іменем на коробці зі стрічкою.
На замовлення УПЦ КП начитував текст для україномовної Біблії в аудіоформаті у перекладі патріарха Філарета. Робота тривала близько трьох місяців. Микола Козій був обраний після прослуховування декількох претендентів. Два МР3-диски загальною тривалістю 26-годин вийшли восени 2007 року.
Був наставником і співзасновником громадської організації «Живослово».
У 2019 році озвучив Патріарший і Синодальний Томос надання автокефального церковного устрою Православній Церкві України.
Помер 7 вересня 2020 року на 80-му році життя після важкої хвороби.

## Дублювання та озвучення
Десятки ролей українською та російською для студій та телеканалів «1+1», «ICTV», «AAA-Sound» тощо.

## Озвучення реклами
Українською:
- «Ariel»
- «Calgon»
- «Hershey's»
- «P&G»
- «Western Union»
- «Доктор Тайсс»
- «Перша приватна броварня»
- «101»

Російською:
- «Head & Shoulders»

## Вшанування пам'яті
1 липня 2021 року у Києві в читальному залі Центральної спеціалізованої бібліотеки для сліпих ім. М. Островського відбувся вечір пам’яті, присвячений 80-річчю від дня народження Миколи Козія.